# فوية
الفصيلة الفَويّة أو الفُوِّيَّة أو الفويات (باللاتينية: Rubiaceae)، هي فصيلة نباتية من رتبة الجنطيانيات من ثنائيات الفلقة. تضم الفصيلة 611 جنسًا أهمها البن وحوالي 13000 نوع. الجنس النمطي لهذه الفصيلة هو الفوة (باللاتينية: Rubia).

## أهم أجناسها
- الفَوّة (باللاتينية: Rubia)
- البن (باللاتينية: Coffea)
- الغاردينيا (باللاتينية: Gardenia)
- الكاتسبية (الاسم العلمي: Catesbaea)
- الصفارية (الاسم العلمي: Xanthophytum)
- بسيشوتريا إلاتا psychotria elata